# Acentra
Genre
Classification phylogénétique
Acentra est un genre monotypique de plantes à fleurs appartenant à la famille des Violaceae.
Son unique espèce Acentra serrata Phil. est originaire de la Cordillère des Andes et fut décrite pour la première fois en latin par le botaniste Rodolfo Amando Philippi dans l'ouvrage 'Sertum mendocinum alterum'